# 李东旭 (航天器结构与设计专家)
李东旭（1956年10月—），山东长清人，中国航天器结构与设计专家，中国人民解放军国防科技大学教授。2019年当选为中国科学院院士。